# تورزن (سفلى أردستان)
تورزن (بالفارسية: تورزن) هي قرية تقع في إيران في Sofla Rural District. يقدر عدد سكانها بـ 18 نسمة .